# Trey Jemison
Richard Lee "Trey" Jemison III, né le 28 novembre 1999 à Birmingham dans l'Alabama, est un joueur américain de basket-ball. Il évolue au poste de pivot et mesure 2,07 m.

## Biographie

### Carrière professionnelle
En janvier 2024, il signe un contrat de 10 jours avec les Wizards de Washington.
Par la suite, Jemison signe un contrat de 10 jours avec les Grizzlies de Memphis. En février 2024, il signe un contrat two-way avec les Grizzlies de Memphis.
En juillet 2024, il signe un contrat two-way en faveur des Pelicans de La Nouvelle-Orléans. Il est coupé en janvier 2025.
Mi-janvier 2025, Jemison signe un contrat two-way avec les Lakers de Los Angeles. Il n'est pas conservé pour la saison 2025-2026.